# Obús autopropulsado M55
El M55 fue un obús autopropulsado de 203 mm desarrollado por los Estados Unidos que entró en servicio en la década de 1950. Fue usado en combate en la Guerra de Vietnam y permaneció en servicio con el Ejército y el Cuerpo de Marines hasta que fue reemplazado en los últimos años de la década de 1960 por el obús autopropulsado M110.

## Desarrollo y producción
El diseño del M55, y del cañón autopropulsado M53 155 mm, estuvo basado en el casco de los tanques de la serie Patton entonces en servicio, el M46, el M47 y el M48. En el M53 y el M55 la posición del motor, la transmisión y las ruedas propulsoras era la contraria que en los tanques, estando en la parte delantera del casco para así liberar el espacio en la parte posterior para la tripulación y el armamento principal. Los nuevos obuses autopropulsados ofrecían mejor protección que los entonces en servicio, teniendo casamatas cerradas en vez de abiertas, como en el M37, y más blindaje en el glacis del vehículo. El prototipo del M55 se completó en julio de 1952 y se inició su producción seguidamente.
Su blindaje tenía un espesor máximo de 25 mm, siendo suficiente para proteger a sus tripulantes de esquirlas y disparos de armas ligeras.
Toda la tripulación se alojaba en la casamata posterior, incluyendo el conductor, y también se podían trasportar diez proyectiles con sus cargas propulsoras. Su obús tiene un alcance máximo de 16,92 km, con una cadencia de 1 disparo cada 2 minutos. El vehículo estaba equipado con una ametralladora M2HB de 12,7 mm para defenderse de blancos terrestres y aéreos.

## Servicio

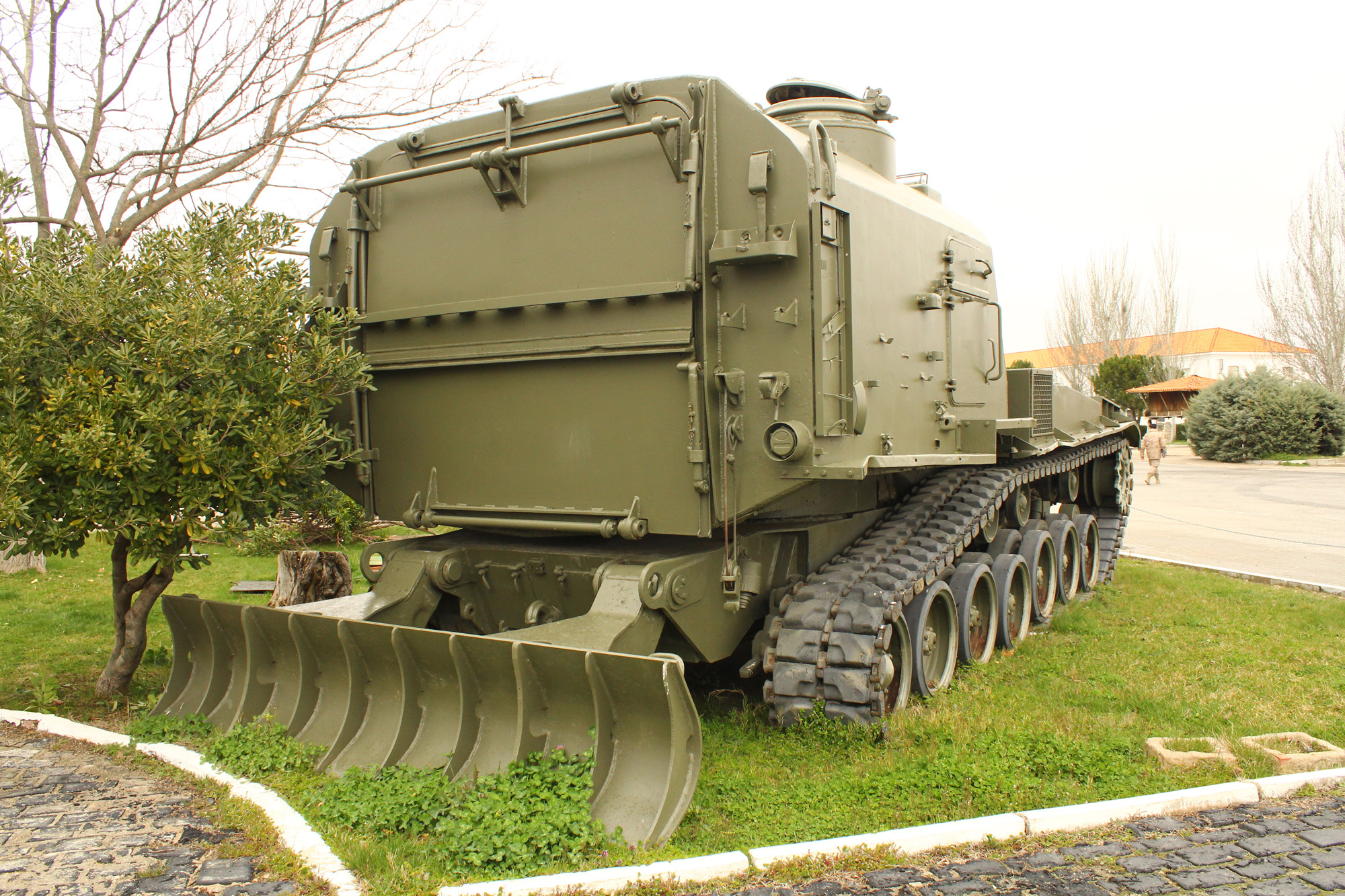
El M55 del Museo de Unidades Acorazadas de El Goloso, mostrando los portones de accesso posteriores y la reja de estabilización.

El M55 fue empleado por las fuerzas estadounidenses en la Guerra de Vietnam, pero fue reemplazado durante esa guerra por el cañón autopropulsado M107 y el obús autopropulsado M110. Los nuevos modelos tenían la ventaja de ser aerotransportables, tener mejor movilidad y motores diésel en vez de gasolina, haciéndolos más seguros y mejorando su autonomía. Cierto número de M53 fueron convertidos a M55, pero no los del Cuerpo de Marines. El M55 fue suministrado a países aliados, incluyendo Bélgica, Italia, Alemania Occidental, España, y Turquía. España recibió cuatro obuses M55 transferidos desde Bélgica en 1974 y que fueron asignados a la Academia de Artillería.

## Usuarios
- Alemania Occidental
- Bélgica
- España
- Estados Unidos
- Italia
- República de China
- Turquía